# Arya Babbar
Arya Babbar, född 24 maj 1981 i Mumbai, Indien, är en indisk skådespelare som medverkar i Bollywood- och punjabifilmer.

## Filmografi
| År   | Film                       | Roll                       | Anmärkningar |
| ---- | -------------------------- | -------------------------- | ------------ |
| 2002 | Ab Ke Baras                | Karan/Abhay                |              |
| 2003 | Mudda: The Issue           | Rajbir                     |              |
| 2004 | Thoda Tum Badlo Thoda Hum  | Raju                       |              |
| 2007 | Guru                       | Jignesh                    |              |
| 2007 | Partition                  | Akbar Khan                 |              |
| 2008 | Chamku                     | Shreedhar                  |              |
| 2009 | Jail                       | Kabir Malik                |              |
| 2010 | Virsa                      | Yuvraj Singh Grewal (Yuvi) | Punjabi-film |
| 2010 | Tees Maar Khan             | Inspector Dhurinder        |              |
| 2011 | Ready                      | Veer                       |              |
| 2011 | Aazaan                     | Imaad                      |              |
| 2011 | Yaar Annmulle              | Gurveer (Guru)             | Punjabi-film |
| 2012 | Dangerous Ishq             | Aarif (Durgham Shah)       |              |
| 2012 | Paapi                      |                            | Bengali-film |
| 2012 | Joker                      | Majnu Tangewala            |              |
| 2013 | Matru Ki Bijlee Ka Mandola | Baadal                     |              |
| 2013 | Zindagi 50-50              | Addy                       |              |
| 2013 | Jatts In Golmaal           | Sunny                      | Punjabi-film |
| 2013 | Naughty Jatts              | Rocky Deol                 | Punjabi-film |
| 2013 | Heer and Hero              | Fateh                      | Punjabi-film |
| 2014 | Ishq Dot Com               |                            |              |
| 2014 | Mushtanda                  |                            |              |
| 2014 | Afra Tafri                 |                            |              |
| 2015 | Bangistan                  | Zulfi                      |              |
| 2016 | Chalk n Duster             | Anmol                      |              |
| 2017 | Tera Intezaar              | Vikram                     |              |
| 2018 | Dassehra                   | Honey Singh                |              |
| 2020 | Gandhi Phir Aa Gaya        | Gandhi                     | Punjabi-film |
| 2022 | Hai Tujhe Salaam India     | Raquib                     |              |
| 2023 | Do Ajnabee                 | -                          | -            |
| 2024 | Hey Siri Ve Siri           | -                          | Punjabi-film |

### TV-program
| År         | TV-serie                        | Roll              | Anmärkningar |
| ---------- | ------------------------------- | ----------------- | ------------ |
| 2014       | Bigg Boss 8                     | Tävlingsdeltagare |              |
| 2015       | Darr Sabko Lagta Hai            | Dr. Ashwin Sood   |              |
| 2016       | Sankat Mochan Mahabali Hanumaan | Dashanan Ravan    |              |
| 2024–nutid | Jagriti – Ek Nayi Subah         | Kalikant          |              |